# Mammea lancilimba
Mammea lancilimba är en tvåhjärtbladig växtart som beskrevs av André Joseph Guillaume Henri Kostermans. Mammea lancilimba ingår i släktet Mammea och familjen Calophyllaceae. Inga underarter finns listade i Catalogue of Life.